# Ghiduleni
Ghiduleni è un comune della Moldavia situato nel distretto di Rezina di 1.226 abitanti al censimento del 2004

## Località
Il comune è formato dall'insieme delle seguenti località (popolazione 2004):
- Ghiduleni (984 abitanti)
- Roşcanii de Jos (35 abitanti)
- Roşcanii de Sus (207 abitanti)